# Rick Worthy

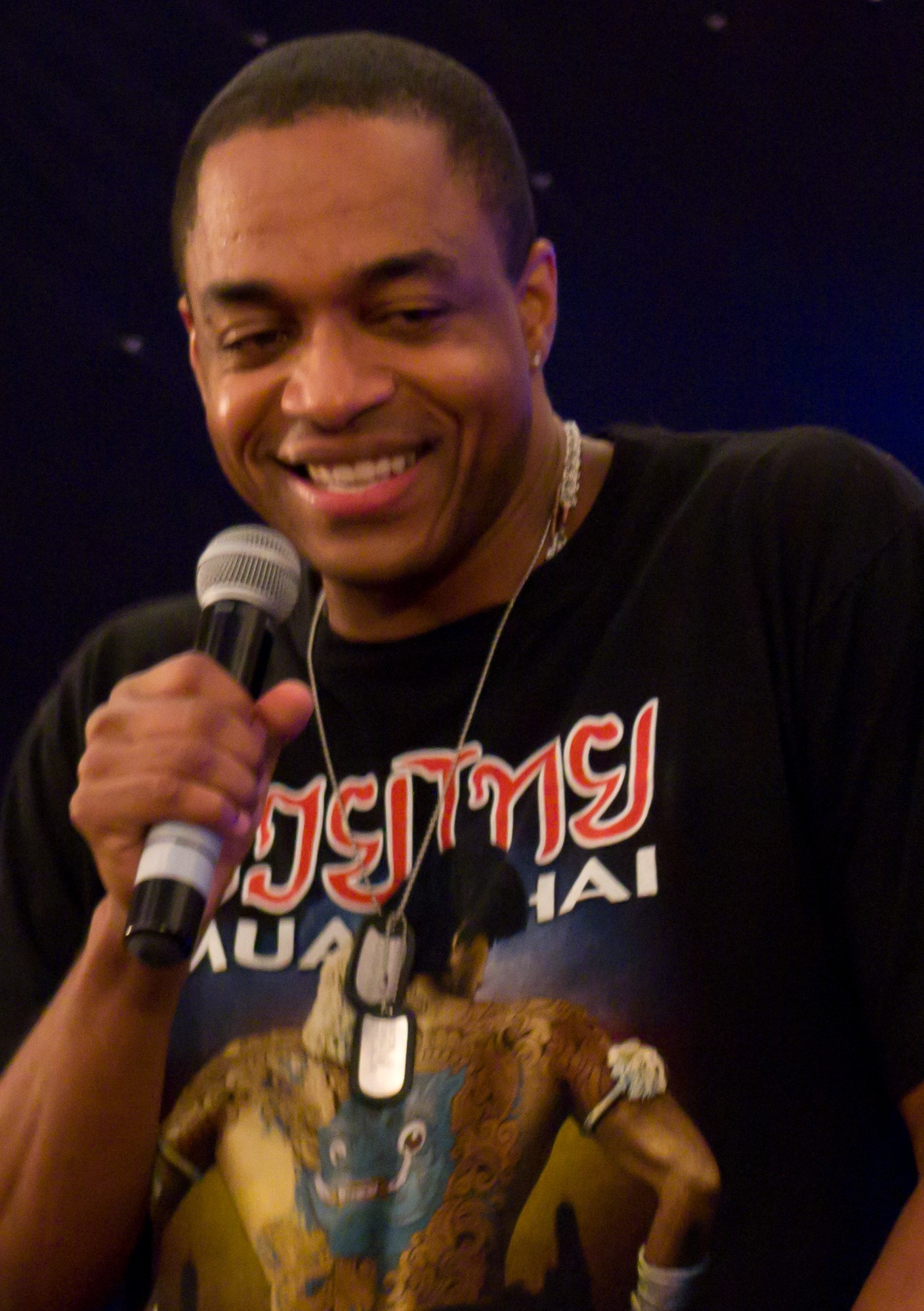
Rick Worthy 2013

Richard „Rick“ Worthy (* 12. März 1967 in Detroit, Michigan) ist ein US-amerikanischer Schauspieler, der vor allem für seine Auftritte in Science-Fiction- und Fantasy-Serien, unter anderem Battlestar Galactica, The Man in the High Castle und The Magicians bekannt ist.

## Leben
Worthys Vater war Arbeiter in der Automobilindustrie und Geschäftsführer von United Auto Workers. Schon als kleiner Junge lernte er Taekwondo. Er besuchte die Southfield Senior High School, wo er 1985 abschloss. Nach seinem Schulabschluss nahm er mit seinem Bruder Tim unter dem gemeinsamen Namen Floor Masters an einem Breakdance-Wettbewerb teil; dies war auch sein erster Fernsehauftritt, da der Wettbewerb im Fernsehen übertragen wurde. Anschließend studierte er an der University of Michigan School of Music, Theatre & Dance.
Nach seinem Studienabschluss arbeitete Worthy zunächst als Bühnendarsteller, zunächst in seiner Heimatstadt Detroit, später in Chicago, bevor Ende der 1990er nach Los Angeles ging, um dort Filmschauspieler zu werden. Seine erste tragende Rolle war 1996 die des Rickey Latrell, einem für Mord beschuldigten Basketballspieler im Film Murder One.
Von 1998 bis 1999 spielte er Nathan Jackson in 22 Episoden der Fernsehserie Die glorreichen Sieben.
Zudem hatte Worthy in den 2000er Jahren diverse Auftritte in Filmen und Episoden des Star-Trek-Franchise sowie in Battlestar Galactica und Stargate – Kommando SG-1. In den 2010er trat er ferner in verschiedenen Fantasy-Serien auf, unter anderem Supernatural, The Vampire Diaries und The Magicians.
Insgesamt trat Worthy in über 16 Filmen und über 31 Serien auf.

## Trivia
Worthy spielt fünf verschiedene Charaktere im Star-Trek-Universum.

## Filmografie (Auswahl)
- 1993: Missing Persons – Auf der Suche nach Vermissten (Missing Persons, Fernsehserie, Episode 1x10 Right Neighborhood… Wrong Door)
- 1994: Richie Rich
- 1995: Die andere Mutter (Losing Isaiah)
- 1995: Tough Target (Fernsehserie, Episode: Dana Feitler)
- 1995: Morgen wirst Du tot sein, Beth (Eye of the Stalker, Fernsehfilm)
- 1995: Während Du schliefst (While You Were Sleeping)
- 1996: New York Cops – NYPD Blue (NYPD Blue, Fernsehserie, Episode 3x11 Das blaue Einhorn)
- 1996: Rockford: Eine Frage der Ehre (The Rockford Files: Godfather Knows Best, Fernsehfilm)
- 1996: Der große Stromausfall – Eine Stadt im Ausnahmezustand (The Trigger Effect)
- 1996–1997: Murder One (Fernsehserie, 8 Episoden)
- 1997: The Gregory Hines Show (Fernsehserie, Episode 1x02 Basketball Jones)
- 1997: Star Trek: Deep Space Nine (Fernsehserie, Episode 5x21 Martoks Ehre)
- 1998: Star Trek: Der Aufstand (Star Trek: Insurrection)
- 1998: Star Trek: Voyager (Fernsehserie, 3 Episoden)
- 1998–2000: Die glorreichen Sieben (The Magnificent Seven, Fernsehserie, 22 Episoden)
- 1999: Ein Hauch von Himmel (Touched by an Angel, Fernsehserie, Episode 5x23 Die Verwandlung)
- 2000: City of Angels (Fernsehserie, Episode Unhand Me)
- 2001: The Hughley (Fernsehserie, Episode: The Thin Black Line)
- 2001: Felicity (Fernsehserie, 4 Episoden)
- 2002: Shrot’s Assistant
- 2002: Collateral Damage – Zeit der Vergeltung (Collateral Damage)
- 2002: Seven Days – Das Tor zur Zeit (Seven Days, Fernsehserie, Episode: Peacekeepers)
- 2002: Stargate – Kommando SG-1 (Stargate SG-1, Fernsehserie, 1 Episode)
- 2002: Sheena – Königin des Dschungels (Sheena, Fernsehserie, Episode 2x09)
- 2003: Any Day Now (Fernsehserie, Episode: Call Him Macaroni)
- 2003: Boomtown (Fernsehserie, Episode: Fearless)
- 2003–2004: Star Trek: Enterprise (Fernsehserie, 10 Episoden)
- 2003–2010: CSI: Crime Scene Investigation (Fernsehserie, 4 Episoden)
- 2004: CSI: Miami (Fernsehserie, 1 Episode)
- 2005: Dark Angel (Fernsehserie, Episode 2x21 Ein Volk von Monstern)
- 2005–2007: Eyes (Fernsehserie, 12 Episoden)
- 2005: Grey’s Anatomy (Fernsehserie, Episode: „Fear (of the Unknown)“)
- 2005–2009: Battlestar Galactica (Fernsehserie, 9 Episoden)
- 2006–2007: Fallen (Fernsehserie, 4 Episoden)
- 2006: Odyssey 5 (Fernsehserie, Episode: The Choices We Make)
- 2007: Journeyman – Der Zeitspringer (Journeyman, Fernsehserie, Episode: The Hanged Man)
- 2008: Eli Stone (Fernsehserie, Episode 1x13 Lebende Tote)
- 2009: See Kate Run (Fernsehfilm)
- 2009: Brothers & Sisters (Fernsehserie, Episode: Tug of War)
- 2009: Saving Grace (Fernsehserie, Episode: Do You Believe in Second Chances?)
- 2009: Heroes (Fernsehserie, 3 Episoden)
- 2010: Duplicity – Gemeinsame Geheimsache (Duplicity)
- 2010: The Mentalist (Fernsehserie, Episode 1x16 Schwarz wie die Nacht)
- 2010: Medium – Nichts bleibt verborgen (Medium, Fernsehserie, Episode Dear Dad...)
- 2010–2017: Supernatural (Fernsehserie, 4 Episoden)
- 2011: Battlestar Galactica: The Plan (Fernsehfilm)
- 2011: Castle (Fernsehserie, Episode: A Deadly Game)
- 2011: Against the Wall (Fernsehserie, Episode: Second Chances)
- 2012: Navy CIS (NCIS, Fernsehserie, Episode: Lost at Sea)
- 2013: The Vampire Diaries (Fernsehserie, 6 Episoden)
- 2012: That Guy... Who Was in That Thing
- 2015–2019: The Man in The High Castle (Fernsehserie, 18 Episoden)
- 2015–2020: The Magicians (Fernsehserie, 41 Episoden)
- 2021: Station 19 (Fernsehserie, 4 Episoden)
- 2022–2023: Gossip Girl (Fernsehserie, 4 Episoden)